# アブラハム、マーティン・アンド・ジョン
「アブラハム、マーティン・アンド・ジョン」（Abraham, Martin and John）は、ディオンが1968年に発表した楽曲。エイブラハム・リンカーン、マーティン・ルーサー・キング・ジュニア、ジョン・F・ケネディ、ロバート・ケネディに向けた鎮魂歌であり、数多くのアーティストにカバーされた。

## ディオンのバージョン
1968年4月4日、マーティン・ルーサー・キング・ジュニアが遊説活動中のテネシー州メンフィスで撃たれて死亡。同年6月5日、ロバート・ケネディがロサンゼルスのアンバサダーホテルで撃たれ翌日に死亡。これを受けてソングライターのディック・ホラーは単独で本作品を書き上げた。なおホラーは1966年に全米チャート2位を記録したノベルティ・ソング「暁の空中戦（Snoopy vs. the Red Baron）」の作者として知られていた。
ヘロイン中毒から回復したばかりのディオンのカムバック作品として発表されることが決まり、録音はニューヨークのアレグロ・サウンド・スタジオで行われた。シングルは9月に発売された。B面は「ダディ・ローリン」。
同年12月14日から12月21日にかけてビルボード・Hot 100で2週連続4位を記録した。ビルボードのイージーリスニング・チャートでは8位を記録し、ゴールドディスクに輝いた。カナダでは1位を記録した。
本作品の特徴としてディオンの控えめな歌い方、ジョン・アボットの斬新なアレンジが挙げられる。曲はオーボエとヴァイオリンの演奏で始まり、ハープとフリューゲルホルンが加わる。さらに電子オルガンの間奏があり、ディオン自身によるクラシック・ギターの演奏が花を添えている。

## トム・クレイのバージョン
ロサンゼルスのディスク・ジョッキーのトム・クレイは、本作品とジャッキー・デシャノンの「世界は愛を求めている」の演奏や語り（スポークン・ワード）、効果音などのコラージュで構成されたシングルを1971年に発表した。同年8月14日付のビルボード・Hot 100で8位を記録。100万枚以上売れてゴールドディスクに輝いた。歌はジーン・ペイジのアレンジをもとにセッション・レコーディング・グループのザ・ブラックベリーズが担当した。
冒頭でクレイが男の子にいくつかの質問を行う。次に軍隊の訓練の模様が流れ、ジョン・F・ケネディの暗殺事件の報道が流れる。マーティン・ルーサー・キング・ジュニアとロバート・ケネディの演説があり、ロバートが撃たれるとテッド・ケネディの追悼演説が流れる。最後に冒頭の会話がリピートされる。

## その他のバージョン
アンディ・ウィリアムス（1969年）、スモーキー・ロビンソン&ザ・ミラクルズ（1969年）、ママ・マブリー（1969年）、ブラザース・フォア（1969年）、マーヴィン・ゲイ（1970年）、ハリー・ベラフォンテ（1970年）、レナード・ニモイ（1970年）、クリフ・リチャード（1970年）、レイ・チャールズ（1972年）、ケニー・ロジャース（1976年）らのカバー・バージョンがある。
作者のディック・ホラーは1970年に発表したアルバム『Someday Soon』でセルフカバーを行った。
またウィルソン・ピケットは1970年に「コール、クック・アンド・レディング」というタイトルでカバーしている（ナット・キング・コールは1965年に、サム・クックは1964年に、オーティス・レディングは1967年にこの世を去った）。
ボブ・ディランは1981年のコンサートで本作品を歌った。